# Square du Quercy
Le square du Quercy est une voie du 20e arrondissement de Paris, en France.

## Situation et accès

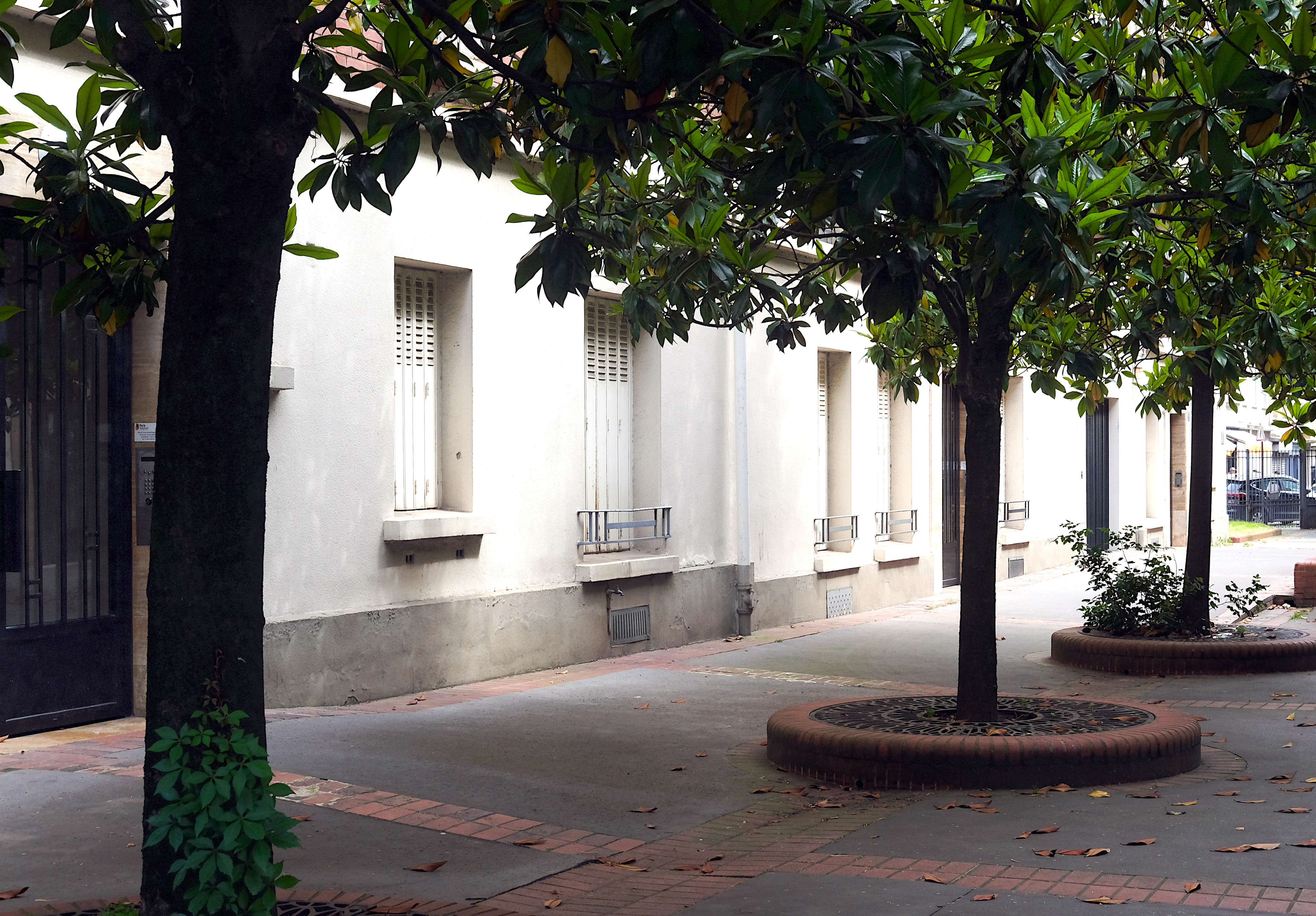
Une allée arborée.

Le square du Quercy est situé dans le 20e arrondissement de Paris. Il débute au 1, rue Charles-et-Robert et se termine au 2, avenue de la Porte-de-Montreuil.

## Origine du nom
Le square porte le nom de l'ancienne province française du Quercy.

## Historique
La voie a été ouverte et a pris sa dénomination actuelle en 1932 sur l'emplacement du bastion no 11 de l'enceinte de Thiers.